# Fabián Ruiz
Fabián Ruiz Peña (født 3. april 1996), kendt som bare Fabián, er en spansk professionel fodboldspiller, som spiller for Ligue 1-klubben Paris Saint-Germain og Spaniens landshold.

## Klubkarriere

### Real Betis
Fabián blev del af Real Betis' akademi da han var 8-år gammel. Han fik sin debut for Betis B-hold den 21. september 2014. Han fik sin debut for førsteholdet den 16. december 2014.
Han spillede en håndfuld kampe i 2014-15 sæsonen, hvor at Real Betis vandt Segunda División, og rykkede op i La Liga.

#### Leje til Elche
Fabían blev i januar 2017 lejet til Elche. Han scorede sit første professionelle mål med Elche den 17. marts 2017.

#### Gennembrud hos Betis
Efter at han vente tilbage til Betis i sommeren 2017, så begyndte Fabián at spille en fast rolle under Betis' nye træner Quique Setién. Han scorede sit første mål for førsteholdet den 25. september 2017. Han var i 2017-18 sæson fast mand på førsteholdet.

### Napoli
Fabián skiftede til italienske Napoli i juli 2018, da Napoli betale frikøbsklausulen i hans kontrakt. Han fik sin debut den 16. september 2018. Han tilbragte 4 sæsoner med den syditalienske klub, hvor han spillede som fast mand på midtbanen alle år.

### Paris Saint-Germain
Fabián skiftede i august 2022 til Paris Saint-Germain.

## Landsholdskarriere

### Ungdomslandshold
Fabián har repræsenteret Spanien på U/19 og U/21-niveau. Han var del af den spanske U/21-trup som vandt U/21-Europamesterskabet i 2019.

### Seniorlandshold
Fabián fik sin debut for det spanske landshold den 7. juni 2019. Han var del af Spaniens trup til EM 2020.

## Titler
Real Betis
- Segunda División: 1 (2014-15)

Napoli
- Coppa Italia: 1 (2019-20)

Paris Saint-Germain
- Ligue 1: 2 (2022-23, 2023-24)
- Coupe de France: 1 (2023-24)
- Trophée des Champions: 1 (2023)

Spanien U/21
- U/21-Europamesterskabet: 1 (2019)

Individuelt
- U/21-Europamesterskabet Turneringens spiller: 1 (2019)
- U/21-Europamesterskabet Turneringens hold: 1 (2019)